# 美濃市立上牧小学校
美濃市立上牧小学校 （みのしりつ かみまきしょうがっこう）は、かつて岐阜県美濃市に存在した公立小学校。シンボルは槐。

## 概要
- 美濃市上牧地区（旧・武儀郡上牧村）の小学校であった。2009年、下牧小学校と統合し牧谷小学校を新設により廃校。廃校時の児童数は78人。
- 校舎は2018年時点現存し、上牧生涯学習センターに利用されている[1]。また、校庭の一角にはポケットパークとして整備され、閉校記念碑が設置されている。

## 沿革
- 1873年（明治6年）
  - 2月 - 上野村に養才義校が開校。
  - 6月 - 乙狩村に育明義校が開校。金谷寺[注釈 1]を仮校舎とする。
- 1875年（明治8年） - 養才義校、洗心義校、育明義校が統合され、牧渓学校となる。
- 1886年（明治19年） - 上牧簡易科小学校に改称する。その後、上牧尋常小学校に改称する。
- 1889年（明治22年）7月1日 - 上野村、乙狩村、御手洗村、小倉村が合併し、上牧村が発足。
- 1900年（明治33年） - 上牧尋常高等小学校に改称する。
- 1941年（昭和16年）4月1日 - 上牧国民学校に改称する。
- 1947年（昭和22年）4月1日 - 上牧村立上牧小学校に改称する。
- 1954年（昭和29年）4月1日 - 美濃町、洲原村、下牧村、上牧村、大矢田村、藍見村、中有知村が合併し、美濃市が発足。同時に美濃市立上牧小学校に改称する。
- 1965年（昭和40年） - 御手洗分校を廃止。
- 2009年（平成21年）
  - 3月29日 - 閉校式
  - 3月31日 - 統合により廃校。